# Terry Wright
Pour les articles homonymes, voir Wright.
Pas d'image ? Cliquez ici

a Compétitions nationales et continentales officielles uniquement.

b Matchs officiels uniquement.
Dernière mise à jour le 19 juin 2023.
Terence John Wright, né le 21 mars 1963 à Auckland, est un joueur international néo-zélandais de rugby à XV qui a joué au poste de trois quart aile ou d'arrière (1,83 m pour 75 kg). 

## Carrière

### Équipe nationale
Il a disputé son premier test match le 28 juin 1986 contre l'équipe de France, et le dernier contre l'équipe d'Écosse, le 30 octobre 1991.
Il a disputé quatre matchs de la Coupe du monde 1991.
Physiquement l'opposé de John Kirwan, cet ailier à l'aspect de sprinter britannique du début du siècle aura été un redoutable finisseur, n'ayant rien à envier à son illustre coéquipier sur ce point (treize essais en douze tests en 1988-1989). Toutefois sans la suspension des Cavaliers à leur retour d'Afrique du Sud et surtout la décision de Craig Green (son prédécesseur sous le n° 11) de mettre un terme prématuré à sa carrière, il est probable qu'il aurait eu beaucoup de mal à s'imposer chez les Blacks. Par contre la chance ne lui a guère souri en Coupes du monde puisque après seulement un match de poule joué lors de l’édition 87, il se blessera lors de la suivante et sera forfait pour le quart de finale et la demi-finale. Bien que jouant souvent arrière en province (et sur le tard chez les Blacks), il fut un ailier classique ne sortant pas des canons habituels du poste.

## Palmarès
- Vainqueur de la Coupe du monde en 1987
- Troisième de la Coupe du monde en 1991

## Statistiques

### Province
- 135 matchs avec Auckland (112 essais)

### En équipe nationale
De 1986 à 1991, Terry Wright compte 30 sélections avec les All-Blacks, inscrivant 72 points. Avec les Kiwis, il dispute deux Coupe du monde en 1987 et 1991.